# Elbio Álvarez
Elbio Álvarez, vollständiger Name Elbio Maximiliano Álvarez Wallace, (* 13. Juni 1994 in Montevideo) ist ein uruguayischer Fußballspieler.

## Karriere

### Verein
Der 1,77 Meter große Mittelfeldakteur Álvarez steht mindestens seit 2011 in Reihen der Nachwuchsmannschaft des uruguayischen Erstligisten Club Atlético Peñarol. 2012 gewann er mit den Montevideanern die Copa Bimbo und kam beim 4:2-Finalsieg über Palestino zum Einsatz. Er feierte bei dieser Gelegenheit unter Trainer Gregorio Pérez sein Debüt in der Ersten Mannschaft. Bei den Aurinegros kam er bis zum Abschluss der Apertura 2014 nicht in der Primera División zum Einsatz. Ende Januar 2013 wurde berichtet, dass die Álvarez bereits 2011 gemeinsam mit den beiden Spielern Jim Morrison Varela und Juan San Martín zu Benfica Lissabon transferiert wurde, aber zunächst in Montevideo verblieb. Die Ablösesumme für die drei Spieler soll 2,9 Millionen Euro, nach anderen Quellen 2,46 Millionen Euro betragen haben. Im August 2013 bestand er dort jedoch aufgrund von Problemen mit den Kreuzbändern des linken Knies die medizinische Untersuchung nicht. Nachdem er zunächst in Montevideo verblieb, stand er seit Ende Januar 2015 nun im Kader Benfica Lissabons. Einschließlich seines letzten Spiels für den Klub am 16. September 2015 kam er dort saisonübergreifend in 13 Ligaspielen (kein Tor) der Zweiten Mannschaft zum Einsatz, die in der Segunda Liga antritt. Im September 2016 wurde berichtet, dass er nunmehr für die von Osvaldo Canobbio trainierte Reservemannschaft von Centro Atlético Fénix in der Tercera División spiele. Im Januar 2017 wurde er in der Saisonvorbereitung in den Kader der Erstligamannschaft aufgenommen.

### Nationalmannschaft
Álvarez nahm mit der uruguayischen U-15-Nationalmannschaft an der U-15-Südamerikameisterschaft 2009 in Bolivien teil und wurde mit dem Team Vierter. Er stand sodann im Aufgebot der uruguayischen U-17-Auswahl bei der U-17-Südamerikameisterschaft 2011 in Ecuador. Auch nahm er mit ihr an der U-17-Weltmeisterschaft 2011 in Mexiko teil. Dabei trug er mit zwei Toren bei sieben Einsätzen zum Gewinn des Vize-Weltmeistertitels bei. Nach dem Torhüter Cubero wird er dabei als der zweitbeste uruguayische Spieler des Turniers bezeichnet und wurde den zehn besten Spielern des Turniers zugehörig gewählt.

### Erfolge
- U-17-Vize-Weltmeister 2011
- U-17-Vize-Südamerikameister 2011
- Copa Bimbo 2012